# Metacriodion pictum
Metacriodion pictum is een keversoort uit de familie van de boktorren (Cerambycidae). De wetenschappelijke naam van de soort werd in 1880 als Criodion pictum gepubliceerd door Charles Owen Waterhouse.